# QG Irlande du Nord
Le QG Irlande du Nord (HQ Northern Ireland) est l'organe de commandement des forces armées britanniques stationnées en Irlande du Nord.

## Organisation
Le QG Irlande du Nord a été créé à la suite de la partition de l'Irlande en 1922, et était à l'origine basé à Newtownards.
En 2006, un remaniement de l'organisation des unités de la British Army a été annoncé par le Secrétaire d'État à la Défense. Ainsi, la 19e brigade légère (en) et la 39e brigade d'infanterie (en) ont fusionné pour former la nouvelle 38e brigade irlandaise (en), sous le commandement de la 2e division d'infanterie.
Le 6 août 2007, le QG Irlande du Nord a donc accueilli la 38e brigade irlandaise de la British Army afin de créer un unique organe de commandement, géré par un officier général.
La seule base de la Royal Air Force en Irlande du Nord se situe à Aldergrove, et elle accueille le 3e escadron de la RAF.
La Royal Navy ne conserve pas de présence régulière en Irlande du Nord depuis la dissolution du Northern Ireland Squadron. La seule présence significative de la Royal Navy reste le HMS Caroline à Ulster, qui sert de quartier général de la Royal Naval Reserve.

## Unités permanentes
- QG Irlande du Nord
- 15e régiment des transmissions
- 38e brigade irlandaise (en)
- Escadron B (North Irish Horse (en)), Queen's Own Yeomanry (en)
- 40e régiment des transmissions (Ulster)
- 206e batterie de la Royal Artillery (Ulster), 105e régiment volontaire de la Royal Artillery
- 204e hôpital de campagne, Royal Army Medical Corps
- 3e escadron de la RAF
- 5e régiment de l'Army Air Corps
- 25e régiment du génie
- 8e détachement volontaire de Lisburn